# Wyróżnik modularny
Wyróżnik modularny (funkcja delta) – funkcja zmiennej zespolonej mająca ważne zastosowania w teorii form modularnych i teorii krzywych eliptycznych.
Wyróżnik modularny, oznaczany przez {\displaystyle \Delta ,} można zdefiniować jako:
{\displaystyle \Delta (\tau )=g_{2}(\tau )^{3}-27g_{3}(\tau )^{2}}
lub
{\displaystyle \Delta (\tau )=(2\pi )^{12}\eta (\tau )^{24},}
gdzie {\displaystyle g_{2},} {\displaystyle g_{3}} to, odpowiednio, niezmienniki modularne (zdefiniowane w terminach szeregu Eisensteina jako {\displaystyle 60G_{4}} i {\displaystyle 140G_{6},} gdzie {\displaystyle G_{4}} i {\displaystyle G_{6}} to dwa pierwsze wyrazy tego szeregu), zaś {\displaystyle \eta } to funkcja modularna Dedekinda, natomiast {\displaystyle \tau \in \mathbb {H} } jest zmienną przyjmującą wartości na górnej półpłaszczyźnie zespolonej.